# Potrebbe non avere peso
Potrebbe non avere peso è il secondo EP del duo musicale Santi Francesi, pubblicato l'8 novembre 2024 con doppia etichetta Sony Music e Numero Uno.

## Descrizione
Il disco, prodotto dallo stesso duo musicale, si compone di sei tracce di cui un inedito, Ho paura di tutto, il quale è stato pubblicato il 18 ottobre 2024 anticipando l'uscita del disco.

## Tracce
1. Ho paura di tutto – 3:18 (Alessandro De Santis, Mario Francese)
2. Cose da piangere – 3:29 (testo: Alessandro De Santis – musica: Alessandro De Santis, Mario Francese, Benjamin Ventura)
3. Parole e crociate – 2:26 (testo: Alessandro De Santis – musica: Alessandro De Santis, Mario Francese)
4. Quiete – 3:24 (testo: Alessandro De Santis – musica: Alessandro De Santis, Mario Francese)
5. Gatti – 2:18 (testo: Alessandro De Santis – musica: Alessandro De Santis, Mario Francese)
6. Potrebbe non avere peso – 3:43 (Alessandro De Santis, Mario Francese)